# Brillinge-Stein
Der Brillinge-Stein (schwedisch Brillingestenen) oder „Brillinge-Altar“, wie er in einer alten Inventarliste genannt wird, ist ein Schalenstein unbekannter Zeitstellung im Norden der schwedischen Stadt Uppsala. Es ist ein in Schweden aufgrund der Schälchen sogenannter Opferstein, mit über hundert Schälchen (schwedisch Älvkvarnar – Elfenmühlen) von 3 bis 7 cm Durchmesser und 0,5 bis 2,5 cm Tiefe auf der flachen Oberseite. Seinen Namen hat er nach dem Hof Brillinge, auf dessen Land er steht.
Südwestlich des Steines befindet sich auch ein kleines Gräberfeld, das bei der Entdeckung des ersten Grabs durch einen Landwirt in den 1930er Jahren für einiges Aufsehen sorgte. Es war ein sogenanntes Skelettgrab, in dem der Tote in einem Sarg bestattet wurde. Das Grab wurde in die Eisenzeit auf 0 bis 200 n. Chr. datiert. Während dieser Zeit war es eigentlich üblich, die Toten zu verbrennen. Skelettgräber aus dieser Zeit wurden bisher nur an wenigen Stellen in den südlichen Teilen von Schweden gefunden.